# Rondo ONZ (stacja metra)
Rondo ONZ – stacja linii M2 metra w Warszawie. Jest zlokalizowana w dzielnicach Wola i Śródmieście, pod rondem ONZ, w ciągu ulic Prostej i Świętokrzyskiej.
Pozwolenie na budowę stacji uzyskano w maju 2011, miesiąc później rozpoczęto prace przygotowawcze, a roboty związane z budową samej stacji ruszyły w listopadzie 2011. Na przełomie sierpnia i września 2012 do stacji dotarły tarcze TBM drążące tunele szlakowe. W kwietniu 2014 osiągnięto docelowy przebieg jezdni i torów tramwajowych na powierzchni, a do września 2014 kontynuowano prace wykończeniowe. 30 września 2014 obiekt został zgłoszony przez wykonawcę jako gotowy do odbiorów technicznych. Miesiąc później stacja została odebrana przez inwestora, natomiast na początku grudnia 2014 przystanek sprawdziła straż pożarna. 27 lutego 2015 stacja uzyskała pozwolenie na użytkowanie. Została uruchomiona 8 marca 2015.

## Historia

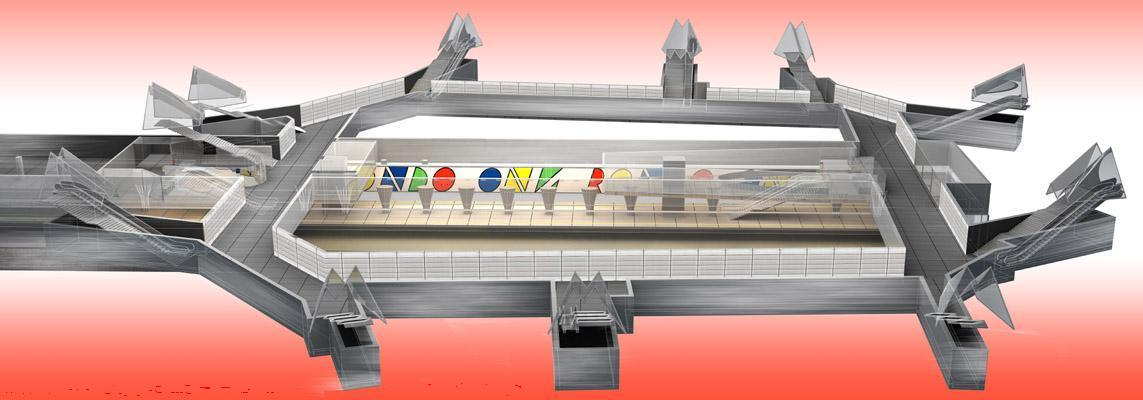
Wstępny projekt stacji autorstwa Andrzeja Chołdzyńskiego (2008)

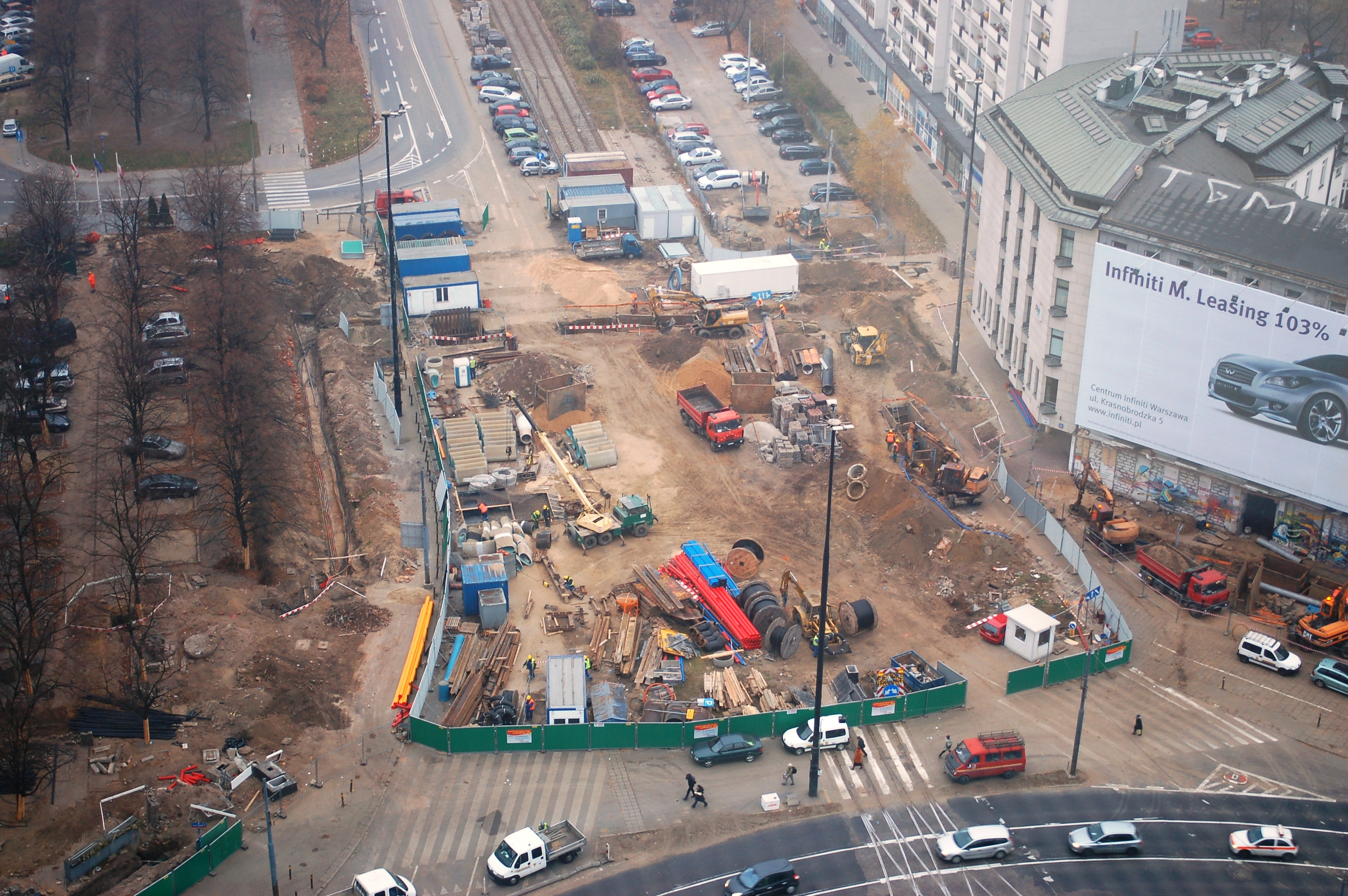
Teren budowy stacji (18 listopada 2011)

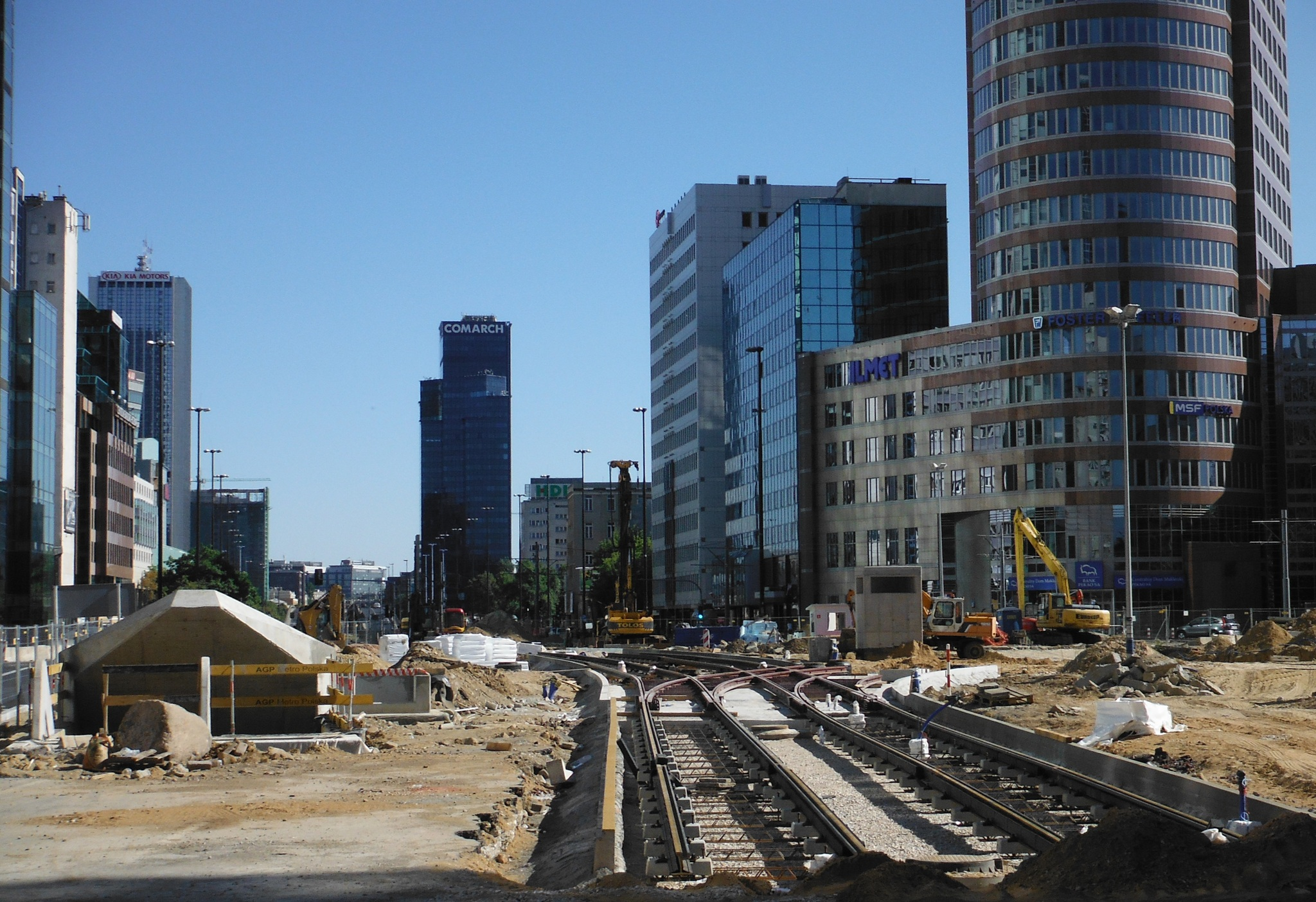
Torowisko tramwajowe w al. Jana Pawła II (3 sierpnia 2013)

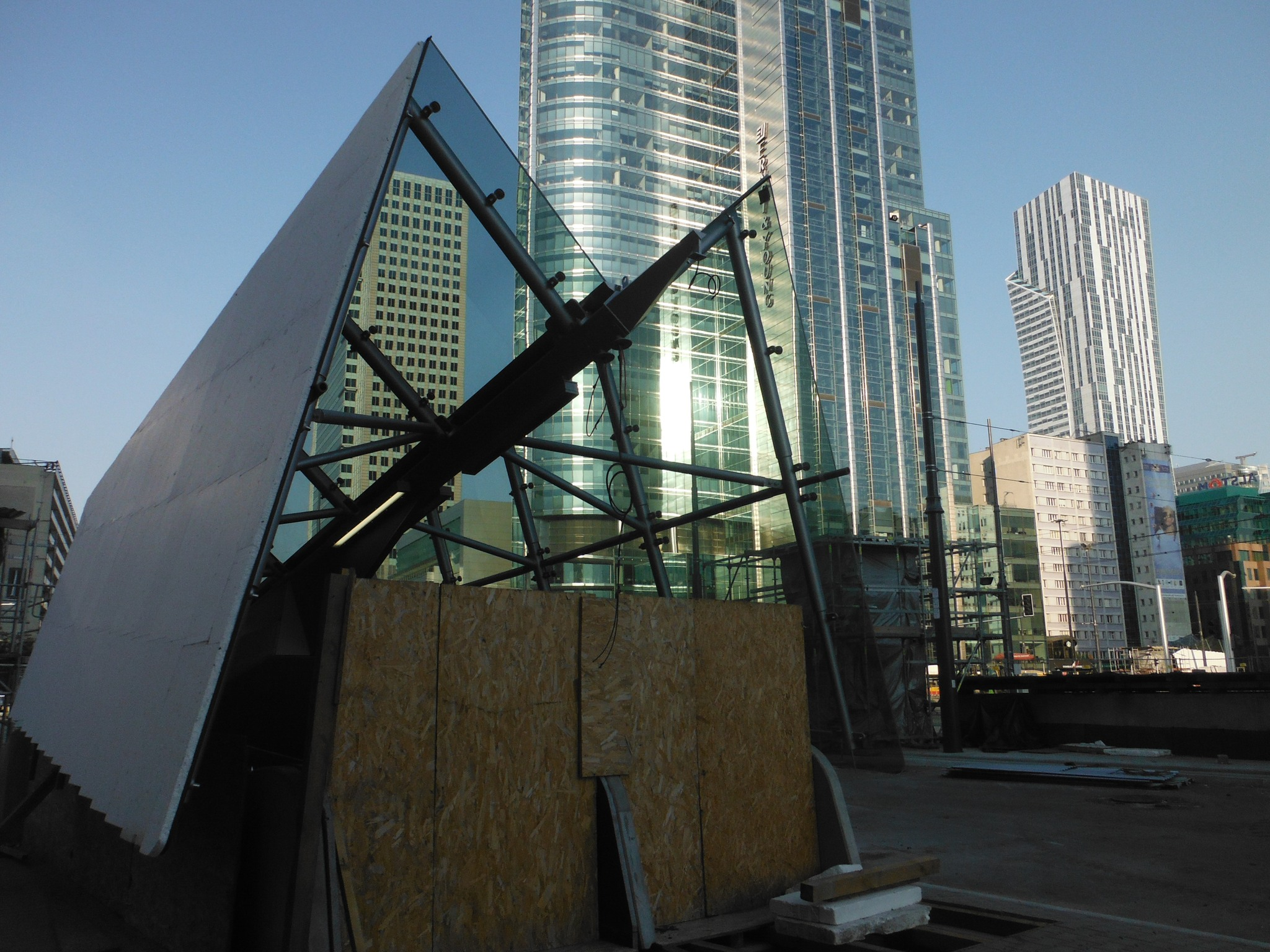
Zadaszenie wejścia na stację (2 sierpnia 2014)

### Projekt
Projekt koncepcyjny centralnego odcinka II linii warszawskiego metra, w tym stacji, został opracowany w 2008. Projektantem generalnym jest Andrzej Chołdzyński, z którym współpracowali inni architekci. Autorem opracowania graficznego jest Wojciech Fangor, natomiast projekt branż technicznych opracował Metroprojekt. W projekcie tym stacja otrzymała oznaczenie S8.
28 października 2009 wykonawcą stacji, będącej elementem centralnego odcinka II linii metra, zostało konsorcjum AGP Metro Polska. Dla budowy stacji wybrano metodę odkrywkową tzw. podstropową. Termin realizacji inwestycji określono wtedy na październik 2013. 24 listopada 2009 wykonawca powierzył biuru projektowemu ILF Consulting Engineers Polska realizację projektu budowlanego i wykonawczego stacji.
1 lutego 2010 stacji nadano robocze oznaczenie C10 i nazwę Rondo ONZ.

### Budowa
14 stycznia 2011 Metro Warszawskie złożyło do Wojewody Mazowieckiego wniosek o pozwolenie na budowę stacji, które zostało wydane 13 maja 2011.
11 czerwca 2011 została zamknięta ul. Prosta i odcinek ul. Świętokrzyskiej. Rozpoczęto prace rozbiórkowe nawierzchni asfaltowej tychże ulic w okolicach ronda ONZ oraz prace przygotowawcze do budowy stacji. W czerwcu 2011 również trwała inwentaryzacja małej infrastruktury naziemnej oraz zagospodarowywano zaplecze budowy. W następnym miesiącu wycięto drzewa kolidujące z robotami budowlanymi, zlikwidowano część torowiska tramwajowego oraz rozpoczęto prace przygotowawcze do budowy murków prowadzących pod ściany szczelinowe po wschodniej stronie stacji. Od sierpnia 2011 trwały prace przy przebudowach sieci gazowej, ciepłowniczej i teletechnicznej, natomiast w październiku 2011 rozpoczęto montaż stacji bentonitowej potrzebnej do wykonania ścian szczelinowych. Ściany te rozpoczęto wykonywać w listopadzie 2011.
31 sierpnia 2012 do stacji dotarła tarcza TBM Anna drążąca tunel południowy od stacji C9 Rondo Daszyńskiego do stacji C13 Powiśle, a następnego dnia przebiła ona zachodnią ścianę komory rozjazdów znajdującej się za stacją. 3 września 2012 stację osiągnęła tarcza Maria drążąca na tej samej trasie tunel północny.
W okresie od listopada 2011 do września 2012 kontynuowano prace przy przebudowie instalacji, natomiast w grudniu 2012 zakończono budowę ścian szczelinowych, słupów i baret na terenie stacji i znajdującej się za nią komory rozjazdów. W styczniu 2013 wykonywano konstrukcję stropu głównego stacji oraz kontynuowano prace przy budowie wejść i przejść podziemnych. 7 marca 2013 robocze oznaczenie i nazwa stacji zostały zatwierdzone, natomiast 7 maja 2013 termin realizacji inwestycji przesunięto z IV kwartału 2013 na 30 września 2014. W maju również rozpoczęto prace nad konstrukcją peronu pasażerskiego, natomiast w lipcu 2013 zdemontowano łożysko do tarcz TBM i trwały przygotowania do wylania podtorzy.
W sierpniu 2013 przełożono wschodnią jezdnię w ciągu al. Jana Pawła II na rondzie ONZ oraz trwało przekładanie torów tramwajowych w układ docelowy. We wrześniu 2013 zasypano korpus stacji, a do października 2013 kontynuowano prace nad docelowym układem jezdni i torów na powierzchni. W listopadzie 2013 odtwarzano infrastrukturę tramwajową, a także prowadzono prace przy budowie wejść na stację oraz montowano schody ruchome i windy. W następnym miesiącu kontynuowano prace związane z wejściami, schodami i windami, a także osiągnięto finalny stan ronda ONZ.
Od stycznia 2014 na terenie stacji miały miejsce prace murarskie, tynkarskie, instalacyjne i wykończeniowe, a od marca również prace torowe. W kwietniu 2014 uzyskano docelowy układ jezdni i torów tramwajowych w al. Jana Pawła II oraz zakończono roboty żelbetowe w komorze rozjazdów. W czerwcu 2014 ukończono układanie torów i trzeciej szyny. W nocy z 25 na 26 czerwca 2014 rozpoczęto testy pociągów Siemens Inspiro na odcinku Rondo Daszyńskiego – Rondo ONZ. W lipcu 2014 zakończono prace nad słupami peronowymi i montażem sufitów podwieszanych nad peronem, rozpoczęto natomiast montaż oznakowania systemu informacji wizualnej, które było gotowe we wrześniu. We wrześniu także trwały ostatnie prace wykończeniowe.
21 września 2013 w ramach Dni Transportu Publicznego oraz 6 października 2013 i 27 kwietnia 2014 w ramach Dni Otwartych zorganizowano zwiedzanie budowy stacji.

### Odbiory techniczne i oddanie do użytku
30 września 2014 wykonawca centralnego odcinka II linii metra zgłosił inwestycję do odbiorów technicznych.
Od 13 do 30 października 2014 trwały odbiory wewnętrzne stacji.
29 października 2014 na stacji zostały ogłoszone wyniki plebiscytu na lektora II linii metra, natomiast 9 listopada miał miejsce Dzień Otwarty Metra, w ramach którego zwiedzający mogli zobaczyć wszystkie stacje centralnego odcinka linii M2, w tym Rondo ONZ.
5 grudnia 2014 pozytywną opinię o obiekcie wydała Państwowa Straż Pożarna, natomiast 27 lutego 2015 stacja została dopuszczona do eksploatacji przez Wojewódzkiego Inspektora Nadzoru Budowlanego.
8 marca 2015 o godz. 9:30 stacja została uruchomiona wraz z całym centralnym odcinkiem linii metra M2.

## Lokalizacja

### Położenie

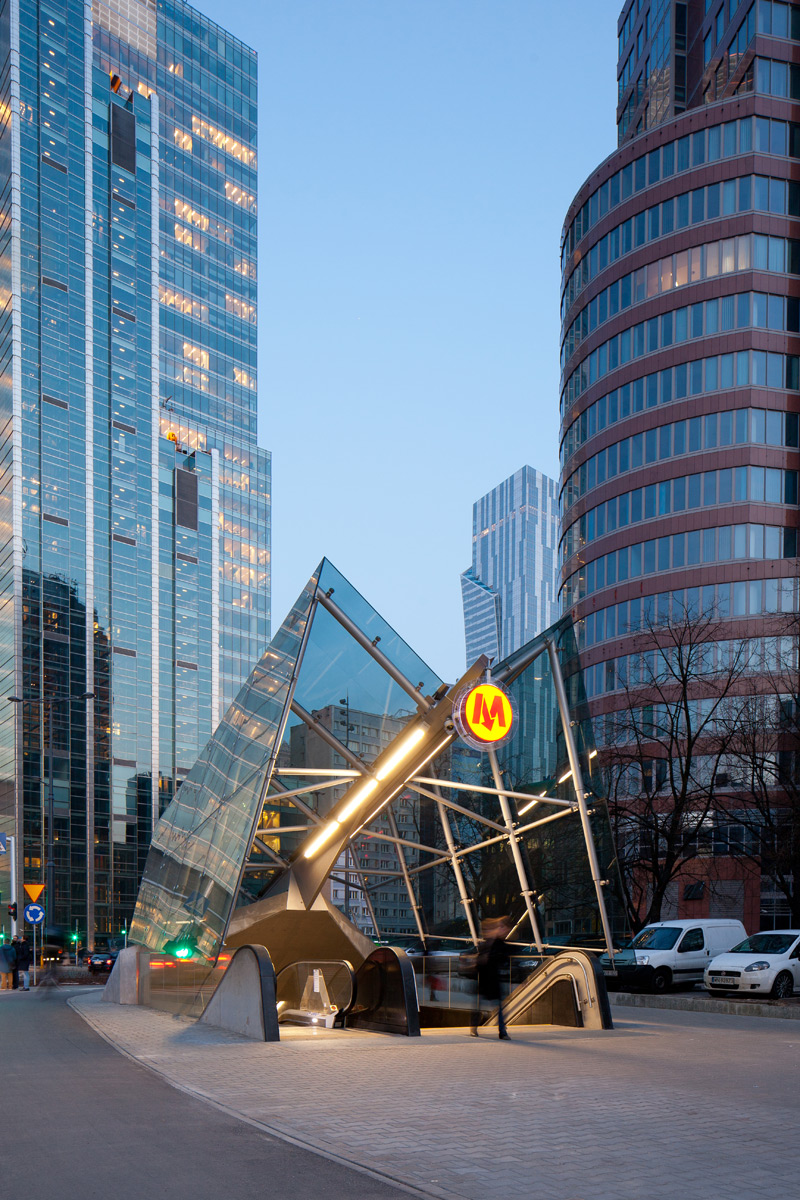
Wejście na stację na tle wieżowca Rondo 1

Stacja C10 Rondo ONZ położona jest w dzielnicach Wola i Śródmieście, wzdłuż ulic Prostej i Świętokrzyskiej, pod rondem ONZ. Głębokość peronu poniżej poziomu gruntu wynosi 14 m.
Na stację prowadzi łącznie 11 wejść i 7 wind – na każdym z czterech narożników ronda znajdują się dwa wejścia i jeden szyb windowy, natomiast na każdej z trzech wysepek tramwajowych znajduje się jedno wejście i jedna winda.
Stacja jest drugim przystankiem centralnego odcinka warszawskiej linii M2. Stacją poprzednią jest C9 Rondo Daszyńskiego, do której prowadzą tunele o długości wynoszącej około 930 m. Stacją następną natomiast jest C11 Świętokrzyska i prowadzą do niej tunel południowy o długości około 420 m oraz tunel północny o długości około 500 m. Odległości między osiami stacji są jednak inne i liczone po torze południowym wynoszą 1092 m do stacji poprzedniej i 787 m do stacji następnej.

### Otoczenie
- Rondo 1
- Ilmet
- Warsaw Financial Center

### Połączenia komunikacyjne
W okolicach stacji znajduje się zespół przystankowy Rondo ONZ. Przystanki autobusowe ulokowane są po północnej stronie ul. Prostej, południowej stronie ul. Świętokrzyskiej, wschodniej stronie al. Jana Pawła II na północ od ronda oraz po zachodniej stronie al. Jana Pawła II na południe od ronda. Jeden przystanek tramwajowy znajduje się po zachodniej stronie ronda przy ul. Prostej, a dwa kolejne przy al. Jana Pawła II na północ i południe od ronda.
Na południowo-zachodnim narożniku ronda ONZ zlokalizowana jest stacja Veturilo.

## Wygląd

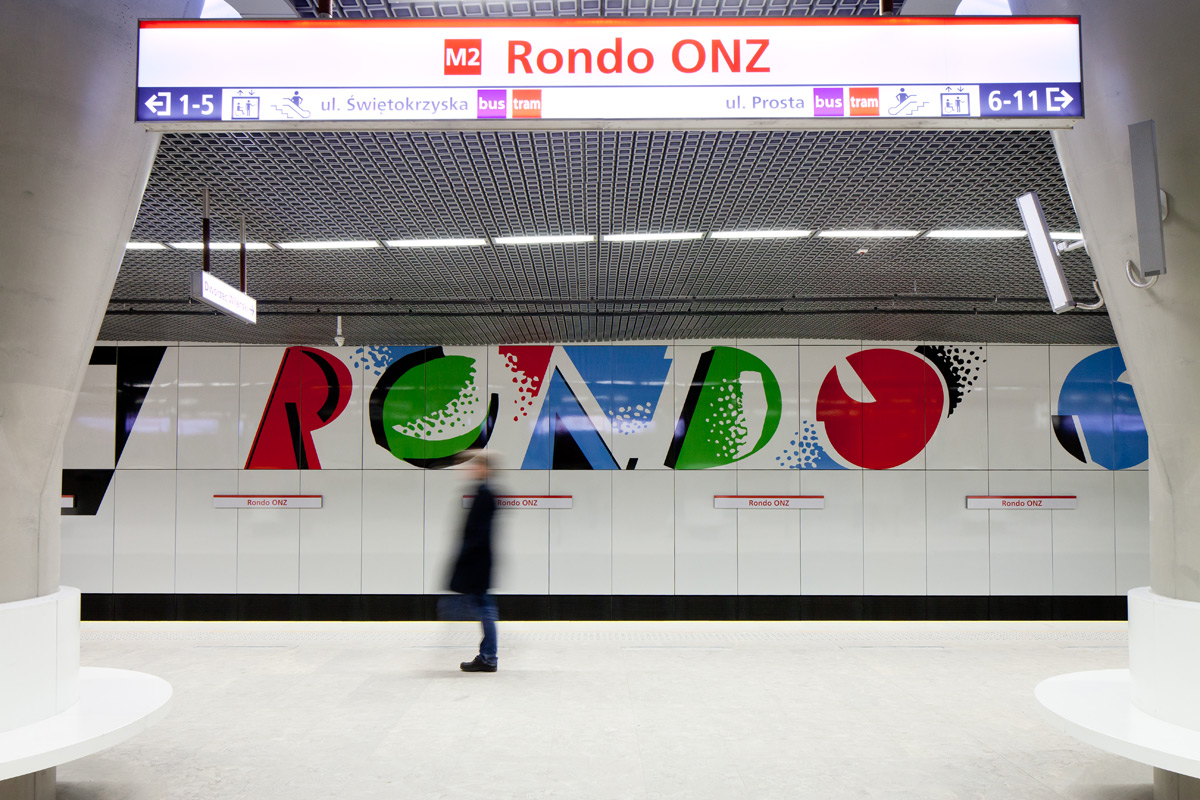
Ściana zatorowa (29 października 2014)

Korpus stacji posiada długość 157,6 m i szerokość 21,9 m. Całkowita kubatura i powierzchnia obiektu wynoszą odpowiednio 64 345 m³ i 16 091 m².
Stacja jest utrzymana w odcieniach szarości. Na ścianach za torami znajdują się kolorowe nazwy stacji zaprojektowane przez Wojciecha Fangora, natomiast na peronie o długości 120 m i szerokości 12 m ulokowano rząd betonowych słupów w kształcie kielichów. Nad jedną z antresol zastosowano owalny sufit z punktami świetlnymi, który ma imitować rozgwieżdżone niebo. Przejścia podziemne tworzą pasaż handlowy. Na stacji zastosowano łącznie 8 ciągów schodów ruchomych, z których 2 łączą peron z antresolami, natomiast pozostałych 6 prowadzi z antresoli na powierzchnię. Na wschodniej głowicy stacji w pawilonie handlowym ulokowano Punkt Obsługi Pasażerów ZTM. Jest on utrzymany w szaro-czerwonej kolorystyce z elementami czerni. Wyposażono go w 3 stanowiska, z których jedno ma obniżony blat i jest dostosowane do obsługi osób poruszających się na wózkach inwalidzkich. W punkcie znajduje się również kącik dla dzieci.

## Liczba pasażerów

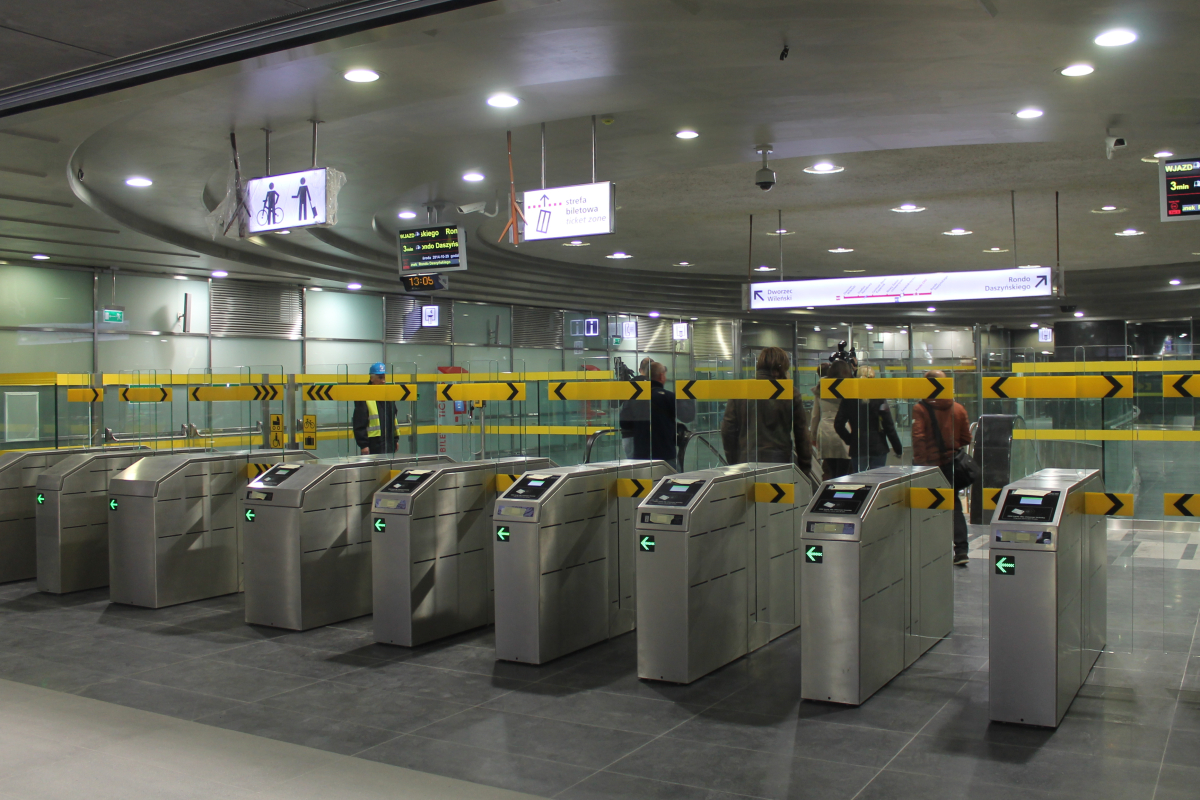
Bramki biletowe we wschodniej hali odpraw (29 października 2014)

8 marca 2015, w dniu uruchomienia linii M2, przejazdy nią były bezpłatne i liczbę pasażerów, którzy w ciągu tego niepełnego dnia eksploatacji skorzystali ze wszystkich stacji razem, oszacowano na około 233 tys. W kolejnych dniach użytkowania dokonano pomiarów na każdej ze stacji z osobna i według danych z liczników bramek biletowych wynika, że stacja cieszy się średnią popularnością porównywalną ze stacją Stadion Narodowy.
Pod koniec maja 2015, po niespełna trzech miesiącach eksploatacji, liczba pasażerów na linii M2 ustabilizowała się. W ostatnim tygodniu maja 2015 zanotowano wzrost przewozów związany z finałem Ligi Europy, który rozegrano 27 maja na Stadionie Narodowym. Na początku czerwca 2015 stacja była drugą najmniej popularną stacją na całym odcinku.